# نهر أبو فلفل (نصار)
نهر أبو فلفل (بالفارسية: نهرابوفلفل) هي قرية تقع في إيران في قسم نصار الريفي. يقدر عدد سكانها بـ 532 نسمة .